# Jan Bakelants
Jan Bakelants (Oudenaarde, 14 febbraio 1986) è un ex ciclista su strada belga, professionista dal 2009 al 2022, ha vinto una tappa al Tour de France 2013 e il Gran Piemonte 2015.

## Carriera
Bakelants gareggia tra gli Under-23 dal 2006 al 2008, vestendo la divisa del team Beveren 2000; proprio nel 2008 si aggiudica alcune importanti competizioni di categoria, tra cui la Liegi-Bastogne-Liegi Under-23 e il prestigioso Tour de l'Avenir. L'anno dopo ottiene il primo contratto da professionista con la Topsport Vlaanderen-Mercator, formazione per cui già aveva corso da stagista negli ultimi mesi del 2008. Al primo anno tra i pro si classifica nono al Giro del Belgio e all'Eneco Tour.
Nel 2010 si trasferisce all'Omega Pharma-Lotto. Con questa squadra, pur non cogliendo alcuna vittoria, partecipa al Giro d'Italia: qui si mette in mostra con alcune fughe da lontano, tra cui quella dell'undicesima tappa, tra Lucera e L'Aquila. In quell'occasione Bakelants riesce ad allungare in discesa sugli altri fuggitivi; quando però mancano pochi chilometri al traguardo e sembra avviato a vincere, cade e viene raggiunto dagli immediati inseguitori, chiudendo ultimo nel gruppetto di testa a soli 7 secondi dal vincitore Evgenij Petrov. Corre poi la Vuelta a España con maggiore regolarità: chiude diciottesimo nella classifica generale, miglior piazzato della sua squadra. Viene infine convocato in Nazionale per la prova in linea dei campionati del mondo di Melbourne. L'anno dopo, ancora in maglia Omega Pharma, gareggia nuovamente sulle strade del Giro d'Italia, e come l'anno prima è spesso in avanscoperta con altri attaccanti. Oltre al quarto posto nella tappa di Tirano, ottiene il ventitreesimo posto finale nelle classifica generale e il quarto in quella riservata ai giovani, ma soprattutto conquista il premio dei Traguardi Volanti. Nel prosieguo di stagione partecipa al Tour de Suisse, al Tour de Pologne, alla Vuelta a España.
Per il 2012 si trasferisce alla RadioShack-Nissan, ProTeam lussemburghese. Durante la stagione prende parte ancora al Giro d'Italia (si classifica quarto nella tappa con arrivo a Sestri Levante) e alla Vuelta a España. Chiude inoltre quarto nella prova in linea dei campionati belgi su strada. Nella prima parte del 2013 è quarto al Grand Prix du Canton d'Argovie e terzo al campionato belga in linea; in luglio al Tour de France si aggiudica quindi la seconda tappa della corsa ad Ajaccio, anticipando il gruppo dopo essere andato all'attacco a 12 chilometri dall'arrivo: grazie al successo riesce anche a vestire per due giorni la maglia gialla di leader della generale. Nella seconda parte di stagione si piazza quarto all'Eneco Tour e vince il Grand Prix de Wallonie precedendo Thomas Voeckler in una volata a due.
Nel 2014 passa all'Omega Pharma-Quickstep. In stagione, dopo un terzo posto di tappa al Tour de Romandie, si aggiudica la frazione di Poisy alla Critérium du Dauphiné superando Lieuwe Westra in una volata ristretta. Corre poi il Tour de France, risultando il migliore della sua squadra nella classifica finale (chiude 24º), e conclude terzo al Grand Prix de Wallonie. A fine anno lascia l'Omega Pharma e si trasferisce al team francese AG2R La Mondiale. Con la nuova maglia ottiene alcuni piazzamenti in corse minori francesi, il secondo posto nella tappa di Berna al Tour de Suisse, anticipato in volata da Aleksej Lucenko, e il terzo nella frazione di Rodez al Tour de France. Tra settembre e ottobre coglie i migliori risultati: vince infatti in poche settimane il Gran Piemonte e il Giro dell'Emilia, e conclude secondo al Grand Prix de Wallonie e quarto al Grand Prix de Montréal.
Nel 2020 viene messo sotto contratto dalla squadra belga Circus-Wanty Gobert. dice centra l'ultimo successo della carriera nella 5ª tappa del Giro di Vallonia 2022.

## Palmarès
- 2003 (Juniores)

Omloop Het Volk Juniors
- 2008 (Beveren 2000)

Brussel-Opwijk
Classifica generale Circuit des Ardennes
Liegi-Bastogne-Liegi Under-23
Classifica generale Triptyque Ardennais
Flèche Ardennaise
Classifica generale Tour de la Provincie de Liège
5ª tappa Tour de l'Avenir (Saint-Flour > Carmaux)
Classifica generale Tour de l'Avenir
- 2013 (RadioShack-Leopard, due vittorie)

2ª tappa Tour de France (Bastia > Ajaccio)
Grand Prix de Wallonie
- 2014 (Omega Pharma-Quickstep, una vittoria)

6ª tappa Critérium du Dauphiné (Grenoble > Poisy)
- 2015 (AG2R-La Mondiale, due vittorie)

Gran Piemonte
Giro dell'Emilia
- 2016 (AG2R-La Mondiale, una vittoria)

4ª tappa La Méditerranéenne (Bordighera > Bordighera)
- 2022 (Intermarché-Wanty-Gobert Matériaux, una vittoria)

5ª tappa Giro di Vallonia (Le Roeulx > Chapelle-lez-Herlaimont)

### Altri successi
- 2008 (Chocolade Jacques / Topsport Vlaanderen)

Classifica a punti Circuit des Ardennes
Classifica giovani Circuit des Ardennes
- 2011 (Omega Pharma-Lotto)

Premio Traguardi Volanti Giro d'Italia
- 2013 (RadioShack-Leopard)

Criterium di Peer
- 2016 (AG2R-La Mondiale)

Classifica a punti La Méditerranéenne

## Piazzamenti

### Grandi Giri
- Giro d'Italia

2010: 36º
2011: 23º
2012: 34º
2019: 43º
- Tour de France

2013: 18º
2014: 24º
2015: 20º
2016: 50º
2017: 22º
2021: 48º
- Vuelta a España

2010: 17º
2011: 30º
2012: 22º
2016: 17º
2022: 29º

### Classiche monumento
- Milano-Sanremo

2014: 45º
2015: 44º
2016: 16º
2017: 41º
2020: 41º
- Liegi-Bastogne-Liegi

2009: 59º
2010: ritirato
2011: ritirato
2012: 58º
2014: 48º
2015: 57º
2016: 29º
2019: 30º
2020: 46º
2021: 81º
2022: 85º
- Giro di Lombardia

2009: 45º
2010: ritirato
2012: 31º
2013: ritirato
2015: 21º
2016: 21º
2017: ritirato
2019: 109º
2021: 54º
2022: 33º

### Competizioni mondiali
- Campionati del mondo

Varese 2008 - In linea Under-23: 53º
Melbourne 2010 - In linea Elite: ritirato
Toscana 2013 - In linea Elite: 57º
Ponferrada 2014 - In linea: 48º
Yorkshire 2019 - Staffetta mista: 9º
- Campionati del mondo gravel

Veneto 2023 - Elite:21º

### Competizioni europee
- Campionati europei

Plumelec 2016 - In linea Elite: 37º
- Campionati europei gravel

Belgio 2023 - Elite: 12º